# أل سانتوس
أل سانتوس (بالإنجليزية: Al Santos) (و. 1976 – م) هو ممثل، وكاتِب، ومنتج أفلام، وممثل تلفزيوني، وعارض، من الولايات المتحدة الأمريكية، ولد في مدينة نيويورك.

## التعليم
تعلم في كلية هانتر.

## وصلات خارجية
- أل سانتوس على موقع IMDb (الإنجليزية)
- أل سانتوس على موقع ألو سيني (الفرنسية)
- أل سانتوس على موقع أول موفي (الإنجليزية)
- أل سانتوس على موقع قاعدة بيانات الفيلم (الإنجليزية)
- أل سانتوس على موقع كينوبويسك (الروسية)